# Tour d'Italie 1940

La 28e édition du Tour d'Italie s'est élancée de Milan, le 17 mai 1940 et est arrivée à Milan le 9 juin. Ce Giro a été remporté par le jeune Italien Fausto Coppi, 20 ans seulement. C'est le premier de ses cinq succès dans l'épreuve, mais surtout l'avènement de l'un des plus grands champions de l'histoire de la petite reine.

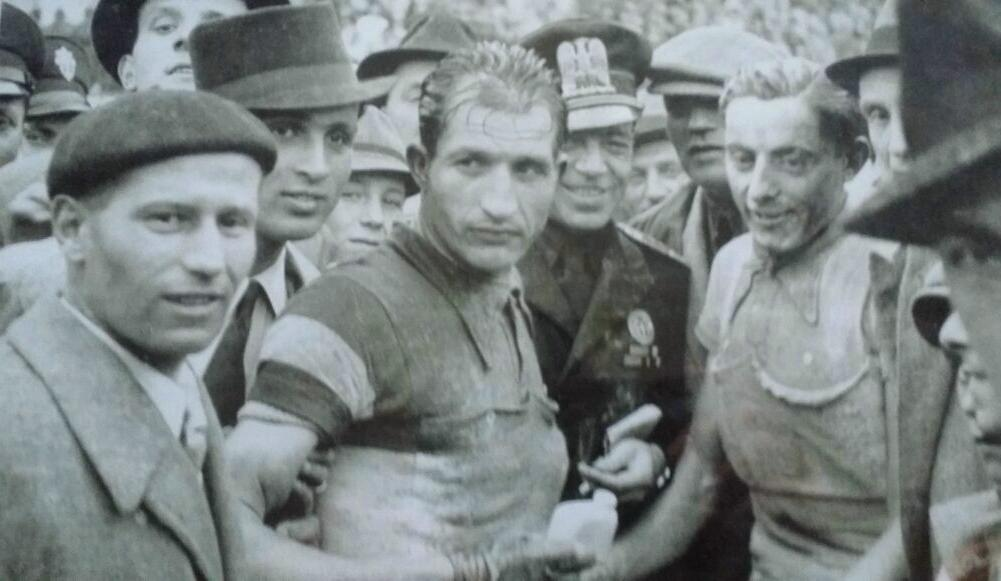
Le vainqueur Fausto Coppi (à droite) et Gino Bartali lors du Tour d'Italie 1940.

## Résumé de la course
La guerre était déjà en cours, avec l’invasion de la Pologne par l’Allemagne en septembre 1939, et menaçait l’Italie également. Le Giro 1940 dut être organisé de façon auto-suffisante, ce qui n'empêcha pas une épreuve intéressante. Giovanni Valetti, double vainqueur de l'épreuve en 1938 et 1939, fut moins performant qu’attendu. Gino Bartali, malchanceux dans l’étape de Gênes, resta en retrait tandis que le jeune Fausto Coppi surprit tout le monde par la qualité de ses performances.
Lors de la onzième étape, Coppi attaque à l'Abetone. Il rattrape Ezio Cecchi, échappé plus tôt, et effectue le reste de la course seul, augmentant ainsi son avance dans les différents cols. Il gagne l'étape à Modène avec 3 min 45 s d'avance sur ses suivants, et prend le maillot rose avec une minute d'avance. Bartali gagnera ensuite les étapes d'Ortisei et de Vérone, mais ne reviendra jamais dans la course au général. C'est le début d'une rivalité entre les deux champions transalpins. A Milan, Coppi s’impose devant Enrico Mollo et Giordano Cottur.

## Équipes participantes
| N.    | Code | Équipe               |
| ----- | ---- | -------------------- |
| 1-7   | BIA  | Bianchi              |
| 8-14  | LEG  | Legnano              |
| 22-28 | GLO  | Gloria               |
| 29-35 | OLY  | Olympia              |
| 36-42 | LYG  | Lygie                |
| 43-49 | GER  | Gerbi                |
| 51-55 | BIN  | SC Binda             |
| 56-60 | BAT  | GS Battisti-Aquilano |

| N.     | Code | Équipe                       |
| ------ | ---- | ---------------------------- |
| 61-65  | AZZ  | US Azzini-Universal          |
| 66-70  | VIS  | Comando Generale MVSN        |
| 71-75  | BAM  | Dopolavoro Aziendale Bemberg |
| 76-80  | MOD  | UC Modenese                  |
| 81-85  | LIT  | Il Littoriale                |
| 86-90  | VIS  | Dopolavoro Aziendale Vismara |
| 91-95  | PAR  | SS Parioli                   |
| 96-100 | DOP  | GS Mater                     |

- L'équipe Ganna dossards 15-21 non partante.

## Classement général
| Classement général final |                   |
| --- | ----------------- |
| \| 1. Fausto Coppi \| 107 h 31 min 10 s \| \| 2. Enrico Mollo \| à 2 min 40 s \| \| 3. Giordano Cottur \| à 11 min 45 s \| \| 4. Mario Vicini \| à 16 min 27 s \| \| 5. Severino Canavesi \| à 16 min 50 s \| \| 6. Ezio Cecchi \| à 22 min 30 s \| \| 7. Walter Generati \| à 25 min 03 s \| \| 8. Giovanni De Stefanis \| à 27 min 50 s \| \| 9. Gino Bartali \| à 46 min 09 s \| \| 10. Settimio Simonini \| à 48 min 37 s \| \| \| \| |                   |
| 1. Fausto Coppi | 107 h 31 min 10 s |
| 2. Enrico Mollo | à 2 min 40 s      |
| 3. Giordano Cottur | à 11 min 45 s     |
| 4. Mario Vicini | à 16 min 27 s     |
| 5. Severino Canavesi | à 16 min 50 s     |
| 6. Ezio Cecchi | à 22 min 30 s     |
| 7. Walter Generati | à 25 min 03 s     |
| 8. Giovanni De Stefanis | à 27 min 50 s     |
| 9. Gino Bartali | à 46 min 09 s     |
| 10. Settimio Simonini | à 48 min 37 s     |
| |                   |

## Étapes
| Étape     | Date     | Villes étapes             | km  | Vainqueur d'étape | Maillot rose    |
| 1re étape | 17 mai   | Milan - Turin             | 180 | Olimpio Bizzi     | Olimpio Bizzi   |
| 2e étape  | 18 mai   | Turin - Gênes             | 226 | Pierino Favalli   | Osvaldo Bailo   |
| 3e étape  | 19 mai   | Gênes - Pise              | 188 | Diego Marabelli   | Osvaldo Bailo   |
| 4e étape  | 20 mai   | Pise - Grosseto           | 154 | Adolfo Leoni      | Pierino Favalli |
| 5e étape  | 21 mai   | Grosseto - Rome           | 224 | Adolfo Leoni      | Pierino Favalli |
| 6e étape  | 23 mai   | Rome - Naples             | 238 | Glauco Servadei   | Pierino Favalli |
| 7e étape  | 24 mai   | Naples - Fiuggi           | 178 | Walter Generati   | Pierino Favalli |
| 8e étape  | 25 mai   | Fiuggi - Terni            | 183 | Olimpio Bizzi     | Enrico Mollo    |
| 9e étape  | 26 mai   | Terni - Arezzo            | 183 | Primo Volpi       | Enrico Mollo    |
| 10e étape | 27 mai   | Arezzo - Florence         | 91  | Olimpio Bizzi     | Enrico Mollo    |
| 11e étape | 29 mai   | Florence - Modène         | 184 | Fausto Coppi      | Fausto Coppi    |
| 12e étape | 30 mai   | Modène- Ferrare           | 199 | Adolfo Leoni      | Fausto Coppi    |
| 13e étape | 31 mai   | Ferrare - Trévise         | 125 | Olimpio Bizzi     | Fausto Coppi    |
| 14e étape | 1er juin | Trévise - Abbazia         | 215 | Glauco Servadei   | Fausto Coppi    |
| 15e étape | 2 juin   | Abbazia - Trieste         | 179 | Mario Vicini      | Fausto Coppi    |
| 16e étape | 4 juin   | Trieste - Pieve di Cadore | 202 | Mario Vicini      | Fausto Coppi    |
| 17e étape | 5 juin   | Pieve di Cadore - Ortisei | 110 | Gino Bartali      | Fausto Coppi    |
| 18e étape | 7 juin   | Ortisei - Trente          | 186 | Glauco Servadei   | Fausto Coppi    |
| 19e étape | 8 juin   | Trente - Vérone           | 149 | Gino Bartali      | Fausto Coppi    |
| 20e étape | 9 juin   | Vérone - Milan            | 180 | Adolfo Leoni      | Fausto Coppi    |

## Classements annexes
| Classement de la montagne | Gino Bartali | ... points |
| Deuxième                  | Fausto Coppi | ... points |
| Troisième                 | Enrico Mollo | ... points |

## Liste des coureurs
| Bianchi | Legnano | Ganna (NON PARTANTE) |
| - 1 Giovanni Valetti (Ita) 17e - 2 Mario Vicini (Ita) 4e - 3 Olimpio Bizzi (np.18°) (Ita) - 4 Cino Cinelli (np.4°) (Ita) - 5 Adolfo Leoni (Ita) 28e - 6 Aldo Bini (ab.10°) (Ita) - 7 Vasco Bergamaschi (np.18°) (Ita)                           | - 8 Gino Bartali (Ita) 9e - 9 Pierino Favalli (np.10°) (Ita) - 10 Secondo Magni (Ita) 26e - 11 Fausto Coppi (Ita) 1e - 12 Mario Ricci (ab.9°) (Ita) - 13 Aldo Ronconi (Ita) 40e - 14 Luciano Succi (ab.16°) (Ita)                                               | - 15 Hubert Deltour (Bel) NP - 16 Jules Lowie (Bel) NP - 17 Edgard De Caluwé (Bel) NP - 18 Georges Christiaens (Bel) NP - 19 Jules Hamelryckx (Bel) NP - 21 Arsène Mersch (Lux) NP.1°                                               |
| Gloria | Olympia | Lygie |
| - 22 Severino Canavesi (Ita) 5e - 23 Glauco Servadei (Ita) 22e - 24 Bernardo Rogora (Ita) 13e - 25 Walter Generati (Ita) 7e - 26 Augusto Introzzi (Ita) 27e - 27 Ezio Cecchi (Ita) 6e - 28 Carlo Romanatti (np.12°) (Ita)                       | - 29 Pietro Rimoldi (Ita) 43e - 30 Enrico Mollo (Ita) 2e - 31 Carmine Saponetti (ab.18°) (Ita) - 33 Karl Litschi (Sui) NP - 34 Walter Diggelmann (Sui) 11e - 35 Joseph Wagner (Sui) NP - 20 Christophe Didier (Lux) np.18° - 50 Giuseppe Martano (ab.14°) (Ita) | - 36 Giordano Cottur (Ita) 3e - 37 Pietro Chiappini (Ita) 44e - 38 Aimone Landi (Ita) 24e - 39 Francesco Albani (Ita) 47e - 40 Aladino Mealli (np.14°) (Ita) - 41 Antonio Bevilacqua (ab.3°) (Ita) - 42 Nello Troggi (np.17°) (Ita) |
| Gerbi | SC Binda | GS Battisti Aquilano |
| - 43 Osvaldo Bailo (np.8°) (Ita) - 44 Salvatore Crippa (Ita) 16e - 45 Luigi Cafferata (ab.4°) (Ita) - 46 Michele Benente (Ita) 12e - 47 Sebastiano Torchio (Ita) 31e - 48 Primo Zuccotti (ab.18°) (Ita) - 49 Lorenzo Mazzarello (Ita) (Ita) 39e | - 51 Oreste Sartori (hd.3°) (Ita) - 52 Giovanni Piotto (hd.11°) (Ita) - 53 Giovanni Gotti (ab.17°) (Ita) - 54 Ruggero Moro (ab.14°) (Ita) - 55 Guerrino Tomasoni (ab.4°) (Ita)                                                                                  | - 56 Diego Marabelli (Ita) 15e - 57 Giovanni Cazzulani (hd.3°) (Ita) - 58 Attilio Masarati (hd.3°) (Ita) - 59 Enrico Mara (Ita) 37e - 60 Guerrino Amadori (Ita) 29e                                                                 |
| US Azzini Universal | Comando Générale MVSM | Dopolavoro Aziendale Bemberg |
| - 61 Settimio Simonini (Ita) 10e - 62 Gino Scappini (Ita) 46e - 63 Francesco Doccini (Ita) 41e - 64 Primo Volpi (Ita) 21e - 65 Alessandro Vegetti (Ita) 30e                                                                                     | - 66 Cesare Del Cancia (Ita) 18e - 67 Adriano Vignoli (Ita) 14e - 68 Ruggero Balli (ab.14°) (Ita) - 69 Achille Bucco (np.11°) (Ita) - 70 Edgardo Scappini (Ita) 36e                                                                                             | - 71 Giovanni De Stefanis (Ita) 8e - 72 Mario De Benedetti (Ita) 19e - 73 Spirito Godio (hd.11°) (Ita) - 74 Arturo Colombo (np.6°) (Ita) - 75 Giuseppe Colombara (Ita) 42e                                                          |
| UC Modenese | IL littorale | Dopolavoro Aziendale Vismara |
| - 76 Ennio Pozzato (Ita) 34e - 77 Gildo Monari (Ita) 35e - 78 Silvio Gosi (np.6°) (Ita) - 79 Giuseppe Sabatini (np.11°) (Ita) - 80 Giovanni Di Santi (ab.9°) (Ita)                                                                              | - 81 Nello Taddei (ab.7°) (Ita) - 82 Francesco Patti (Ita) 20e - 83 Sesto Fellini (np.17°) (Ita) - 84 Alessandro Lucchetti (ab.1°) (Ita) - 85 Egidio Facchin (Ita) 45e                                                                                          | - 86 Serafino Santambrogio (hd.11°) (Ita) - 87 Gino Bisio (ab.15°) (Ita) - 88 Giuseppe Magni (Ita) 33e - 89 Edoardo Stretti (Ita) 25e - 90 Elvezio Palla (np.5°) (Ita)                                                              |
| SS Parioli | Dopolavoro Mater | |
| - 91 Remo Cerasa (hd.11°) (Ita) - 92 Aldemiro Dragomanni (hd.11°) (Ita) - 93 Fulvio Montini (Ita) 23 - 94 Renzo Silvestri (hd.11°) (Ita) - 95 Giuseppe Manfredi (np.3°) (Ita)                                                                   | - 96 Edoardo Taddei (ab.4°) (Ita) - 97 Marcello Spadolini (Ita) 38e - 98 Quirino Toccaceli (ab.9°) (Ita) - 99 Tommaso Fanciulli (np.13°) (Ita) - 100 Giovanni Brotto (Ita) 32e                                                                                  | |

## Sources
- (nl) Cet article est partiellement ou en totalité issu de l’article de Wikipédia en néerlandais intitulé « Ronde van Italië 1940 » (voir la liste des auteurs).